# رواية قالون عن نافع

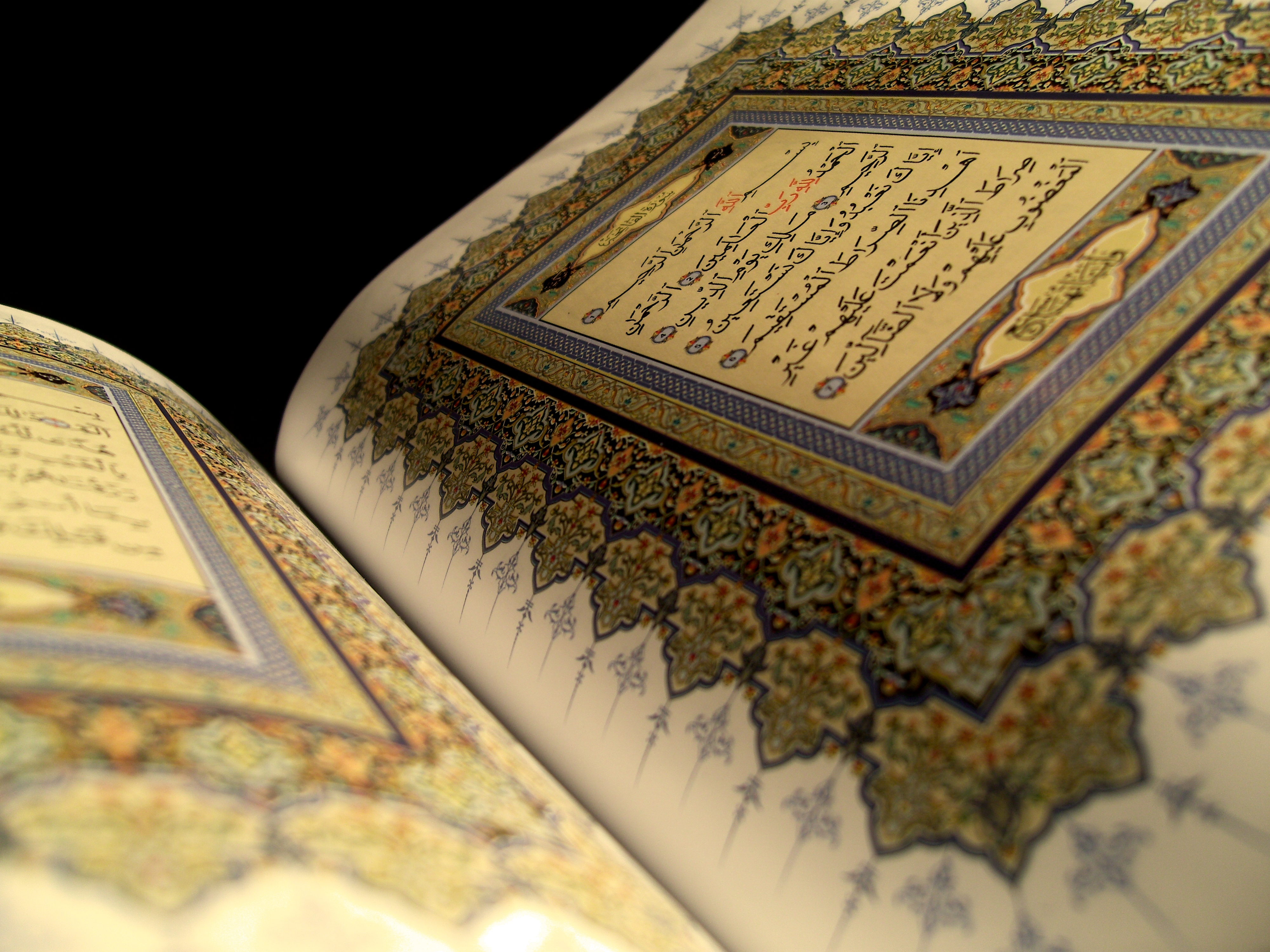
مصحف تونسي برواية قالون، ومن سمات القراءة «ملك يوم الدين» في سورة الفاتحة.

رواية قالون عن نافع وهي رواية من روايات القرآن.
روى الإمام قالون الرواية عرضاً وسماعاً عن الإمام نافع، وتلقى الإمام نافع القراءة عن سبعين من التابعين من بينهم أبو جعفر يزيد بن القعقاع قارئ المدينة الأول، وشيبة بن نصاح، وعبد الرحمن بن هرمز الأعرج، وقرأ أبو جعفر على عبد الله بن عياش وعلى عبد الله بن عباس، وعلى أبي هريرة، وهؤلاء الثلاثة قرؤوا على أبي بن كعب وقرأ ابن عباس وأبو هريرة على زيد بن ثابت، وقرأ زيد وأبي على النبي محمد كما نزل عليه. فرواية الإمام قالون عن نافع متواترة في جميع طبقاتها، ولا أدل على تواترها من أن الإمام نافعا تلقاها عن سبعين من التابعين ، وتواترها في الأصول والفرش.
وهى ضمن الروايات المتواترة المشهورة التي عني بها القراء وذكروها في مؤلفاتهم بل هي أول رواية تصدر بها كتب القراءات منذ بدء عهد التأليف حتى يومنا هذا، تعظيماً لمنزلة راويها وقارئها المدنيين.
وتنتشر هذه الرواية انتشارا واسعا في ليبيا وتونس وموريتانيا وأماكن أخرى من أفريقيا.

## نبذة عن الإمام قالون
هو أبو موسى بن مينا بن وردان بن عيسى بن عبد الصمد بن عمر بن عبد الله الزرقي مولى بن زهرة .
ولد في المدينة المنورة سنة 120 هجرية ، روى القراءة عرضا وسمعا عن الإمام نافع قارئ المدينة الثاني وإمامها ولازمه منذ سنة 150 هجريا حتى بلغ شؤوا بعيدا في القراءة والإتقان .
يقول عن نفسه ، قرأت عن نافع قراءة غير مرة وكتبتها في كتابي .
وسئل كم قرأت على نافع ؟ قال مالا أحصيه كثرة إلا أني جالسته بعد الفراغ عشرين سنة ، وذلك لقرابته منه حيث كان زوجا لامه .
لم يتصدر للإقراء ، تأدبا مع شيخه ، رغم تمكنه وإتقانه إلى أن قال له شيخه : إلى كم تقرأ علي ، اجلس إلى اسطوانة حتى أرسل إليك من يقرأ عليك .
انتهت إليه رئاسة الإقراء بالمدينة بعد شيخه نافع فكان يعرف بقارئ المدينة ومعلم العربية بها وكان من إكرام الله له انه يدرك قراءة القارئين عليه ويرد خطأهم ويرشدهم إلى الصواب في القراءة. واستمر بعد أن جلس للإقراء في العطاء حتى وافته المنية سنة 220 هجرية .

## المصاحف المطبوعة على رواية قالون
مصحف برسم الإمام الداني على رواية قالون - ليبيا : لتصفح المصحف اضغط هنا

مصحف بضبط الخراز على رواية قالون - ليبيا - لتصفح المصحف اضغط هنا

مصحف المدينة برواية قالون - السعودية - لتصفح المصحف اضغط هنا

المصحف برواية حفص وبالهامش قالون - الأردن - لتصفح المصحف اضغط هنا

المصحف المعلم برواية قالون - تونس - لتصفح المصحف اضغط هنا

مصحف التجويد برواية قالون - سورية - لتصفح المصحف اضغط هنا

مصحف برواية قالون - تونس - لتصفح المصحف اضغط هنا نسخة محفوظة 24 أبريل 2012 على موقع واي باك مشين.

## أنظر أيضًا
- رواية حفص عن عاصم.
- رواية شعبة عن عاصم.
- رواية ورش عن نافع.
- رواية قالون عن نافع.
- رواية قنبل عن ابن كثير.
- رواية البزي عن ابن كثير.
- رواية الدوري عن أبي عمرو.
- رواية السوسي عن أبي عمرو.
- رواية هشام عن ابن عامر.
- رواية ابن ذكوان عن ابن عامر.
- رواية خلف عن حمزة.
- رواية خلاد عن حمزة.
- رواية الدوري عن الكسائي.
- رواية أبي الحارث عن الكسائي.
- رواية ابن وردان عن أبي جعفر.
- رواية ابن جماز عن أبي جعفر.
- رواية رويس عن يعقوب الحضرمي.
- رواية روح عن يعقوب الحضرمي.
- رواية إسحاق الوراق عن خلف البزار.
- رواية إدريس الحداد عن خلف البزار.

القراء السبعة هم:
- عبد الله بن كثير الداري المكي
- عبد الله بن عامر اليحصبي الشامي
- عاصم بن أبي النَّجود الأسدي الكوفي
- أبو عمرو بن العلاء البصري
- حمزة بن حبيب الزيات الكوفي
- نافع بن عبد الرحمن بن أبي نعيم المدني
- أبو الحسن علي بن حمزة الكسائي النحوي الكوفي

تمام القراء العشرة:
- خلف بن هشام
- يعقوب الحضرمي
- أبو جعفر المدني